# IGuzzini illuminazione
iGuzzini illuminazione, fondata nel 1959, è un gruppo internazionale leader nel settore dell’illuminazione architetturale. Con oltre 1200 dipendenti, si dedica allo studio, al design e alla produzione di sistemi di illuminazione intelligenti per interni ed esterni, in collaborazione con architetti, lighting designer, progettisti e centri di ricerca in tutto il mondo. Ha sede a Recanati (MC) e attività operative in oltre 20 Paesi distribuiti in 5 continenti. iGuzzini opera per migliorare, con la luce, il rapporto tra l’uomo e l’ambiente attraverso la ricerca, l’industria, la tecnologia e la conoscenza, nei luoghi della cultura, del lavoro, del retail, delle città, delle infrastrutture e dell’hospitality & living. Dal 2019 iGuzzini è parte del Gruppo Fagerhult.

## Storia
Il 30 giugno 1959 Raimondo, Giovanni, Virgilio, Giuseppe e Giannunzio Guzzini (tutti figli di Mariano) fondano, Harvey Creazioni per la produzione di oggetti artistici in rame smaltato. Il nome è ispirato ad Harvey, coniglio gigante, amico immaginario di James Stewart nell'omonimo film del 1950. Harvey sarà il nucleo della futura iGuzzini Illuminazione. Accanto ai rami decorativi, si affianca la produzione di apparecchi di illuminazione basati soprattutto sulla tecnologia della plastica. Nel giugno 1963 nasce Harvey Creazioni Snc di Guzzini R. & G., che vede l'ingresso nella società anche di Adolfo Guzzini.
Nel 1964 Giancarlo Capici disegna il primo catalogo che propone una produzione di lampade linguisticamente autonome. Ormai abbandonata la produzione degli oggetti in rame, erano state acquistate le macchine per la lavorazione dei metalli necessari alla produzione di apparecchi illuminanti. Luigi Massoni viene chiamato a costruire l'immagine complessiva di Harvey e a coordinare l'immagine per i prodotti, il display, l'imballaggio.
Nel 2015 la società di private equity TIP, di Giovanni Tamburi, acquisisce il 14,3% dell'azienda. L'anno successivo, nel quadro di un riassetto che coinvolge tutti i sei rami familiari dei Guzzini, Tamburi, insieme all'amministratore delegato Andrea Sasso, acquisisce il 47,8% della Fimag, sino ad allora di proprietà degli eredi di Mariano Guzzini, cui fanno capo le aziende Fratelli Guzzini Spa ed iGuzzini Illuminazione Spa. Nel dicembre 2017 iGuzzini acquisisce il 70% della canadese Sistemalux, distributrice dei prodotti della società in Nord America.
Nel 2019 il gruppo svedese Fagerhult rileva per 385 milioni di euro iGuzzini, ottenendo un rafforzamento nel mercato dell'illuminazione professionale.
Dall'agosto 2021 gli ultimi componenti della famiglia fondatrice (Adolfo Guzzini, presidente emerito, e il figlio Massimiliano, vicepresidente e responsabile del marketing) hanno lasciato l'azienda. Un mese più tardi la società ha annunciato il licenziamento di 103 dipendenti (82 impiegati e 21 operai) sui 736 della sede di Recanati, nella Marche.

## Collaborazioni
Fin dalla sua fondazione, iGuzzini ha collaborato con architetti, designer, lighting designer e studi di ingegneria tra cui: Arup, Bruno Gecchelin, BIG, Christian de Portzamparc, Daniel Libeskind, David Adjaye, Dean Skira, Gae Aulenti, Giò Ponti, GMP, Herzog & de Meuron, Jean Michel Wilmotte, Luigi Massoni, Mario Cucinella, Massimiliano Fuksas, Maurizio Varratta, Michele De Lucchi, MVRDV, Norman Foster, Paul Andreu, Piero Castiglioni, Rem Koolhaas, Renzo Piano, Richard Meier, Rodolfo Bonetto, Ron Arad, Sauerbruch e Hutton, Skidmore Owings & Merrill, Snøhetta, Speirs + Major, Steven Holl, Torsten Fritze, UN Studio.
Inoltre iGuzzini ha collaborato anche con università ed enti di ricerca in tutto il mondo tra cui l'Università di Harvard, il Massachusetts Institute of Technology, l'Università La Sapienza, il Politecnico di Milano, l'Istituto superiore per la conservazione ed il restauro, la London School of Economics, Lighting Research Center (Troy, NY).

## Premi
- Compasso d’Oro ADI (Nuvola, 1998; Shuttle, 1989), Compasso d’Oro ADI alle aziende del Gruppo (1991), Compasso d’Oro ADI alla Carriera ad Adolfo Guzzini[9] (2018)
- Premio Leonardo 2017 ad Adolfo Guzzini[10]
- Premio Nazionale per l’Innovazione - Premio dei Premi 2018 (Palco LV)
- Top Employers Italia[11] (2017, 2018, 2019, 2020, 2021)
- Premio Best Managed Companies di Deloitte[12] (2018)
- Medaglia d'argento EcoVadis (2021)
- "Bronze level" World Class Manufacturing (2021)
- iF Design[13], Red Dot Design[14], ADI Design Index[15], German Design Award[16], Lighting Design Awards, Lux Awards